# Mictaxius thalassicola
Mictaxius thalassicola is een tienpotigensoort uit de familie van de Callianideidae. De wetenschappelijke naam van de soort is voor het eerst geldig gepubliceerd in 1991 door Kensley & Heard.